# Selva (comarca)
Selva is een comarca van de Spaanse autonome regio Catalonië. Het is onderdeel van de provincie Girona, alleen de gemeente Fogars de la Selva hoort bij de provincie Barcelona. In 2005 telde Selva 144.420 inwoners op een oppervlakte van 995,11 km². De hoofdstad van de comarca is Santa Coloma de Farners. De grootste stad van de comarca is Blanes, dat mede door de toeristenindustrie de oorspronkelijk grootste stad heeft overtroffen. Ook de onder Nederlanders populaire badplaats Lloret de Mar is gelegen in de comarca Selva.

## Gemeenten
| Gemeente                | Inwoners | Gemeente                      | Inwoners |
| ----------------------- | -------- | ----------------------------- | -------- |
| Amer                    | 2258     | Anglès                        | 5211     |
| Arbúcies                | 6232     | Blanes                        | 37.819   |
| Breda                   | 3685     | Brunyola i Sant Martí Sapresa | 362      |
| Caldes de Malavella     | 5674     | La Cellera de Ter             | 2096     |
| Fogars de la Selva      | 1338     | Hostalric                     | 3619     |
| Lloret de Mar           | 32.728   | Massanes                      | 660      |
| Maçanet de la Selva     | 5712     | Osor                          | 390      |
| Riells i Viabrea        | 3238     | Riudarenes                    | 1761     |
| Riudellots de la Selva  | 1849     | Sant Feliu de Buixalleu       | 756      |
| Sant Hilari Sacalm      | 5385     | Sant Julià del Llor i Bonmatí | 1093     |
| Santa Coloma de Farners | 10.565   | Sils                          | 4126     |
| Susqueda                | 112      | Tossa de Mar                  | 5414     |
| Vidreres                | 6676     | Vilobí d'Onyar                | 2718     |